# Plagodis subpurpuraria
Plagodis subpurpuraria là một loài bướm đêm trong họ Geometridae.